# 汕头广播电视台
汕头市广播电视台，简称STTV、汕头电视台、汕头台，是中华人民共和国广东省汕头市的一家市级电视台，成立于2005年，使用普通话和潮语广播，现为汕头融媒集团的下属部门。台址位于广东省汕头市金平区潮汕路48号。

## 历史

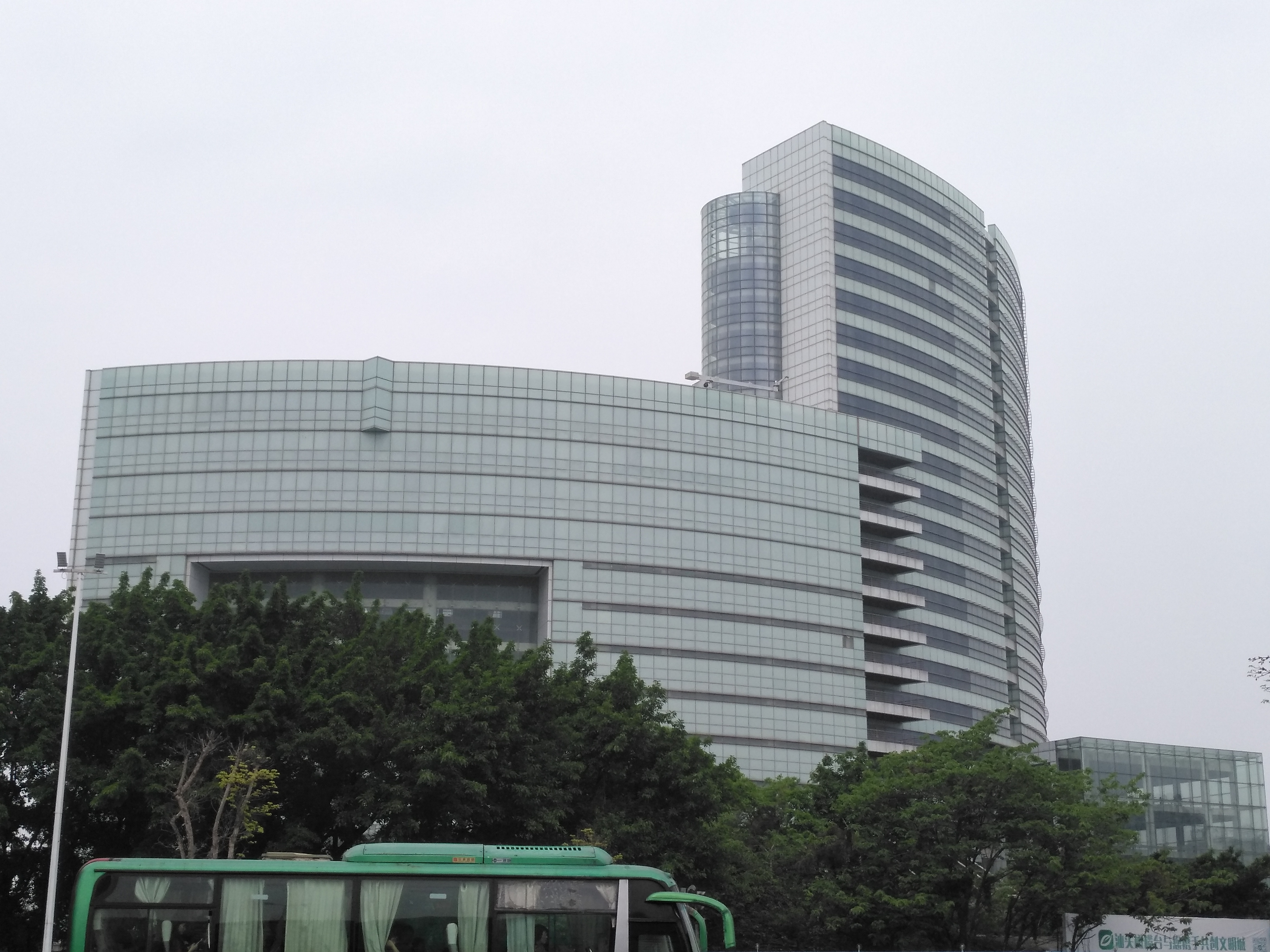
汕头广播电视中心

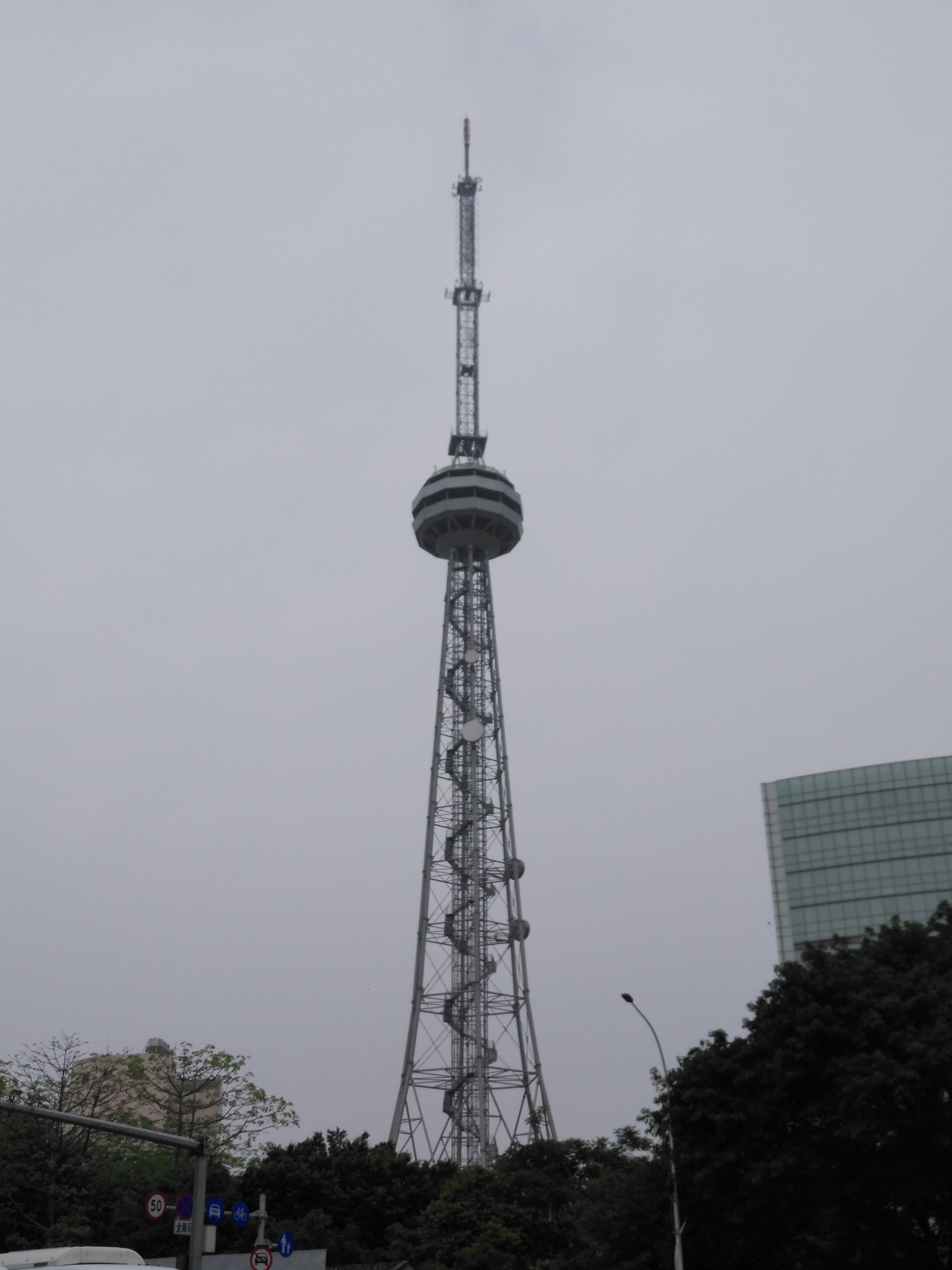
汕头广播电视塔

- 1958年，汕头人民广播电台正式成立，为中国最早成立的地市级电台。
- 1983年10月，汕头电视台正式成立。1984年1月，汕头33频道（综合频道）、汕头4频道开播。
- 1990年5月，汕头有线电视台成立，次年1月1日，本台开播影视、图文两个频道，1995年1月1日起正式更名为汕头有线广播电视台。
- 1994年，汕头人民广播电台经济频道成立。
- 1996年，汕头人民广播电台音乐频道成立。
- 1997年，汕头人民广播电台新闻频道成立。
- 2000年，汕头有线广播电视台并入汕头电视台，原有线台的两个频道改为影视文艺频道和经济生活频道。原汕头电视台33频道改为新闻综合频道，原汕头电视台4频道改为财经体育频道，后财经体育频道改为资讯频道。
- 2005年，汕头电视台与汕头人民广播电台合并为汕头市广播电视台。
- 2006年，汕头人民广播电台进行改版，原新闻频道改为新闻资讯之声，原经济频道改为生活经济之声（后改为音乐广播·汽车频率），原音乐频道改为交通音乐之声（后改为综合广播·交通之声）。

2013年以后，潮州、汕头、揭阳三市實施電視互相落地措施，自此潮州与揭阳的有线电视用户也可以接收汕头广播电视台的电视频道。2016年，汕头人民广播电台新闻资讯之声改名为经济广播。2018年3月21日，汕头电视台实行高清、标清同步播出。2018年9月19日，汕头人民广播电台经济广播更换新频率FM102.0（即广电总局备案频率）。
2020年1月21日，汕头电视台影视文艺频道更名为公共频道。2020年5月10日，汕头市广播电视台和汕头经济特区报社合并为汕头融媒集团。
- 2020年6月30日-10月30日，汕頭市廣播電視台將分兩階段全面實施數碼電視廣播，並停播相應的模擬頻道。為了讓公眾適應相關安排，相關頻道於同年5月1日起不定時試停播。
- 2021年1月24日（即2021年亞洲青年運動會开幕倒计时300天），汕头电视台公共频道更名为文旅体育频道。[3]

## 电视频道

### 现有频道
| 頻道名稱     | 语言   | 广播格式                         | 啟播時間                     | 頻道口號 | 频道前身               | 備註 |
| 新闻综合频道 | 普通话 | SD: PAL 576i 16:9 HD: 1080i 16:9 | 开播：1984年1月 高标清同播： |          | 汕头33频道             |      |
| 经济生活频道 | 潮汕话 | SD: PAL 576i 16:9 HD: 1080i 16:9 | 开播：1984年1月 高标清同播： |          | 汕头有线电视台图文频道 |      |

### 已停播频道
- 汕头电视台资讯频道
- 资讯频道（原汕头财经体育频道）
- 文旅体育频道，2025.3.31停播。

## 电台频率
| 頻道名稱 | 语言           | 广播格式    | 啟播時間 | 頻道口號 | 频道前身                | 備註                                                                                                   |
| 经济广播 | 潮汕话、普通话 | FM 102.0MHz |          |          | 新闻资讯之声（新闻993） | 原频率FM 99.3MHz，以“新闻993 粤东第一台”为口号，2018年9月19日启用新频率FM102.0MHz。2025年3月31日停播。 |
| 音乐广播 | 潮汕话、普通话 | FM 102.5MHz |          |          | 经济生活广播            | |
| 综合广播 | 潮汕话、普通话 | FM 107.2MHz |          |          | 交通音乐之声            | [ 4 ]                                                                                                  |

## 节目列表

### 新闻综合频道
- 汕头新闻
- 今日視線 (普語版)
- 厝边头尾
- 汕头警视

### 经济生活频道
- 双响炮
- 今日视线 (潮語版)
- 养生有道
- 美食潮
- 生活帮
- 潮韵

### 文旅体育频道
- 潮艺大观
- 综艺畅享